# Geríon (mitologia)
Geríon o Gerió (grec antic: Γηρυών όνος, Gēryōn, llatí: Geryon, ŏnis) és un gegant alat de la mitologia grega format per tres cossos humans sencers units per la cintura, fill de Crisàor i Cal·lírroe. Vivia més enllà de les columnes d'Hèrcules, a l'illa Eritia (actualment l'Illa de León, San Fernando, Cadis). Era el mestre d'un gos de dos caps, germà del ca Cèrber, que es deia Ortros.
Va ser mort per Hèracles quan, després d'una de les seves missions, aquest li va robar el ramat de bous i vaques vermelles. Geríon el va perseguir a la recerca de la seva venjança, però quan el sobrevolava el va matar en disparar-li una sageta enverinada amb la sang de l'hidra.
La mitologia catalana va adaptar el mite. Deia que Geríon, un gegant de tres caps, gairebé s'havia tornat rei d'Ibèria i que perseguia Pirene, que n'era la reina, per matar-la i arrabassar-li el poder. Veient que no reeixiria pas a capturar-la, va cremar una gran estesa de terreny per matar-la. Hèrcules, de lluny estant, veuria la gran columna de fum i hi correria a veure què passava. Llavors hauria vist Pirene agonitzant enmig del foc. La va voler salvar, però ja era massa tard. Aleshores, ple d'ira com estava, va reptar en duel Geríon el vencé. En acabat, va arreplegar totes les pedres que va trobar i va construir un gran mausoleu en memòria de Pirene i en honor d'ella recordarien com els Pirineus. Aquesta tradició la recull l'Atlàntida de Jacint Verdaguer. Geríon també es considera com el fundador llegendari de la ciutat de Girona.

## Origen
Quan el sol aconsegueix la constel·lació de Bessons, es troba amb la constel·lació Auriga. Moltes creences antigues associaven el camí diari del sol pel cel amb el déu Sol (Hèlios) conduint un ardent carro, i d'aquesta forma, aquí, el camí anual del sol (el seu trànsit) obté el seu carro (Auriga). Posteriorment, la mitologia grega va considerar que el sol usava una copa per creuar el cel.
En aquesta regió del cel, hi ha també un vast espai sense estels fàcilment visibles (ara ocupades per les modernes constel·lacions de Linx i Camelopardalis), que els antics grecs descrivien com un desert. Una història basada en aquesta regió del cel requereix, per tant, un vast desert, i n'era el més conegut pels grecs antics el de Líbia. No obstant això, en estar aquesta zona desèrtica lluny de moltes constel·lacions en aquesta regió del cel, situar-hi una història requeria algú que el creués fins a la seva localització principal. Com que l'Auriga és la constel·lació més propera des del començament del trànsit del sol fins a la vora de l'espai buit, un carro solar (més tard, convertit en copa) es converteix en la forma de creuar el desert.
La Via Làctia va ser batejada així pels grecs antics perquè sembla una taca de llet creuant el cel. Alguns, no obstant això, eren capaços de destriar alguns estels individuals en aquesta, i així va passar a semblar un vast ramat de vaques, la llet de les quals omplia els seus buits. L'estel Capella, que és part de l'Auriga, era coneguda pels grecs com l'«estel del pastor» (ja que alguns consideraven que l'Auriga era un pastor conduint un carro, incloent-hi aquest, mentre portava una cabra penjada de l'espatlla esquerra). Capella està molt a prop, encara que fora, de la Via Làctia i, com a tal, considerada com un pastor, sembla estar arriant-la.
En Bessons, la constel·lació Canis Major (el ‘gran gos') queda al costat de la Via Làctia. El cap de la constel·lació mira contra direcció al sol. No obstant això, a l'altre extrem de la constel·lació (on estaria la cua) queda l'estrella Sírius, considerada maligna per moltes mitologies antigues a causa del seu pampallugueig i vermellor, que era considerada també un gos («estrella gos»), per associació amb la constel·lació. Així, la constel·lació tenia dos caps: l'un, el normal, i l'altre, Sírius, a l'altre extrem.
Més a prop del sol que Canis Major, i també guardant la Via Làctia en aquesta zona del seu trànsit, de manera semblant a Canis Major i Capella, està Orió, el gegant. Tradicionalment, Orió és considerat un únic gegant, però és igualment possible distingir-hi tres cossos complets separats, units per la cintura, com es descrivia a Geríon, particularment en aparèixer les cames en direccions força diferents, i dibuixos alternatius de la constel·lació (que tenen en compte estels lleugerament més febles que els diagrames bàsics), solen mostrar tres en lloc de dos braços, i en comparteixen el segon i tercer la mateixa espatlla dreta.
El sol aconsegueix superar aquests obstacles, travessant la Via Làctia. L'Auriga sembla haver-se quedat a la mateixa Via Làctia, i per això algunes de les vaques del ramat estan amb ell. Després de la Via Làctia, el sol es troba amb Bessons. Les representacions de Bessons varien segons s'inclini a est o oest, sent possible en aquest darrer cas dibuixar la constel·lació com dos homes que descansen els seus peus en la Via Làctia. En les representacions que la inclinen a l'est, un dels bessons es troba a la Via Làctia i l'altre fora d'ella, i així un ha «robat algunes vaques» i l'altre, a qui creua el trànsit del sol, no. En el mite de Càstor i Pòl·lux (els noms habitualment donats als bessons), les seves morts es deuen a una disputa pel robatori d'un bestiar.

## Mitologia
Geríon tenia els seus ramats a Eritia, i constituïen una gran riquesa. Els custodiava el bover Eurició acompanyat del gos Otre, que tenia dos caps. Per ordre d'Euristeu, en un dels seus dotze treballs, Hèracles va arribar a Eritia a robar els bous de Geríon. Primer s'enfrontà amb el gos i el va matar, i després amb el pastor que va córrer la mateixa sort. Va arribar Geríon per socórrer els seus servents i va començar la lluita amb Hèracles. L'heroi el va vèncer i el va matar, segons uns amb sagetes i segons altres a cops de maça. Hèracles va dirigir els bous per etapes cap a Grècia.
A la seva obra Descripció de Grècia, Pausànies afirma que Geríon va tenir una filla, Eritea, que va tenir un fill amb Hermes, Nòrax, fundador de la ciutat de Nora, a Sardenya.